# Mohamed Ghali El Fassi
 (octobre 2024).
La mise en forme du texte ne suit pas les recommandations de Wikipédia : il faut le « wikifier ».
Les points d'amélioration suivants sont les cas les plus fréquents. Le détail des points à revoir est peut-être précisé sur la page de discussion.
- Les titres sont pré-formatés par le logiciel. Ils ne sont ni en capitales, ni en gras.
- Le texte ne doit pas être écrit en capitales (les noms de famille non plus), ni en gras, ni en italique, ni en « petit »…
- Le gras n'est utilisé que pour surligner le titre de l'article dans l'introduction, une seule fois.
- L'italique est rarement utilisé : mots en langue étrangère, titres d'œuvres, noms de bateaux, etc.
- Les citations ne sont pas en italique mais en corps de texte normal. Elles sont entourées par des guillemets français : « et ».
- Les listes à puces sont à éviter, des paragraphes rédigés étant largement préférés. Les tableaux sont à réserver à la présentation de données structurées (résultats, etc.).
- Les appels de note de bas de page (petits chiffres en exposant, introduits par l'outil «  Source ») sont à placer entre la fin de phrase et le point final[comme ça].
- Les liens internes (vers d'autres articles de Wikipédia) sont à choisir avec parcimonie. Créez des liens vers des articles approfondissant le sujet. Les termes génériques sans rapport avec le sujet sont à éviter, ainsi que les répétitions de liens vers un même terme.
- Les liens externes sont à placer uniquement dans une section « Liens externes », à la fin de l'article. Ces liens sont à choisir avec parcimonie suivant les règles définies. Si un lien sert de source à l'article, son insertion dans le texte est à faire par les notes de bas de page.
- La présentation des références doit suivre les conventions bibliographiques. Il est recommandé d'utiliser les modèles {{Ouvrage}}, {{Chapitre}}, {{Article}}, {{Lien web}} et/ou {{Bibliographie}}. Le mode d'édition visuel peut mettre en forme automatiquement les références.
- Insérer une infobox (cadre d'informations à droite) n'est pas obligatoire pour parachever la mise en page.

Pour une aide détaillée, merci de consulter Aide:Wikification.
Si vous pensez que ces points ont été résolus, vous pouvez retirer ce bandeau et améliorer la mise en forme d'un autre article.
Pour les articles homonymes, voir El Fassi.
Mohammed Ghali El Fassi, né en 1908 à Fès et mort à Rabat le 21 décembre 1991, est un homme d'État marocain.

## Activisme
Il passera au nationalisme et à l'Istiqlal en étant le lien entre le Sultan Mohammed V et les nationalistes durant la période préindépendance, où son rôle était de transmettre les informations de l'extérieur vers l'intérieur du Palais Royal. Il a été aussi l'un des signataires du Manifeste de l'indépendance du 11 janvier 1944 et a été longuement emprisonné pour son nationalisme et sa proximité avec Feu Mohammed V.

## Formations
Il eut une formation au collège Moulay-Driss de Fès puis à la Quaraouiyine dont il deviendra le recteur. Plus tard, il obtiendra une licence en lettres à la Sorbonne ainsi qu'un diplôme de l'institut des langues orientales.

## Fonctions
(octobre 2024).
- Professeur au Collège Royal.
- Directeur de l’Université Al Qaraouiyine.
- Ministre de l’éducation nationale et des Beaux Arts au Gouvernement Bekkaï I et Gouvernement Bekkaï II[2],[3].
- Ministre d’Etat chargé des affaires culturelles et de l’enseignement originel (1968) au Gouvernement Benhima/Laraki.
- Président du bureau permanent de la Commission nationale marocaine de l’éducation, de la culture et des sciences
- Président du centre de coordination entre les commissions nationales arabes de l’éducation, de la culture et des sciences (UNESCO-ALESCO)
- Membre de l’Académie de la langue arabe du Caire (1958)
- Membre de l’Académie des sciences irakienne
- Membre de l’Académie de la langue arabe de Damas
- Président de l’association des sciences humaines
- Membre du Conseil exécutif de l’UNESCO (1958-1966).
- Président du Conseil exécutif de l’UNESCO (1964-1966).
- Président du Conseil de l’Institut d’arabisation (Maroc).
- Président de la Ligue des universités islamiques (2 avril 1984)[4].
- Président de l’association des universités africaines.
- Membre honorifique du Centre méditerranéen de la musique comparée.
- Membre fondateur de l’association des études pour le développement des relations maroco-américaines.

De plus, il a été professeur au Collège Royal où il a enseigné l'Histoire au Prince Moulay Al Hassan, au Prince Moulay Abdallah, aux Princesses Lalla Aïcha, Lalla Fatima Zahra, Lalla Amina et Lalla Malika, ainsi qu'au Prince Sidi Mohammed (Actuellement Roi Mohammed VI), au Prince Moulay Rachid, ainsi qu'aux princesses Lalla Meriem et Lalla Asmaa.

## Vie privée
Il a épousé en 1935 Malika El Fassi, seule femme signataire du Manifeste de l'Indépendance. Ils ont eu 6 enfants : 
- Abdelwahid (membre du Cabinet Royal, décédé le vendredi 20 ramadan/13 octobre 2006).
- Amina.
- Rkya.
- Saïd (ex ministre de l'Habitat) (décédé).
- Abdelkader (décédé).
- Fatem-Ezzahra.

## Distinctions
Mohamed Ghali El Fassi fut membre de l'Académie du royaume du Maroc.

## Ouvrages
Perles de l’histoire du Maroc et de l’Andalus aux époques Almoravide et Almohade (en collaboration avec Ahmed Balafrej) (1931) •Contes fassis (en français)  • Rage du Califat almohade, Abou Al-Abbas El Jraoui (1957)  • L’écrivain ministre, Mohamed Ben Othman El Meknassi (1960)  • Livre de présentation du Maroc (1961)  • Annotation de « L’élixir pour libérer le captif », de Mohamed Ben Othman El Meknassi  •Annotation de « Le voyage marocain » de El-Abdi   Annotation de « Intimité du lion et de l’errant », de Mohamed Essarraj  •  Inspiration de transparence (ensemble d’articles) (1969)   •Arabités des femmes de Fès (1975) •  Le patrimoine du Malhoun (6 tomes, éditions de l’Académie du royaume du Maroc).